# Villa Thalassa – helgen vecka 48
Villa Thalassa – helgen vecka 48 är en svensk dramakomedifilm från 2012 i regi av Robert Lillhonga. I rollerna ses bland andra Jejo Perković, Johanna Tschig och Artur Moustafa.

## Om filmen
Inspelningen ägde rum i Helsingborg efter ett manus av Ola Thufvesson och Lillhonga. Filmen producerades av Robert Melo, Lillhonga och Britta Jonasson och fotades av Jan Blennerup. Den klipptes av Ludvig Hedlund, Anne Lichtenstein och Robert Melo och premiärvisades 28 januari 2012 på Göteborgs filmfestival. Biopremiären ägde rum 23 mars 2012 och den 3 juli 2013 visades filmen av Sveriges Television.

## Handling
Rockbandet North America har satsat allt på sin musik i 17 år, men det stora genombrottet har inte infunnit sig och medlemmarna funderar på att lägga av. När allt ser som mörkast ut får de plötsligt en inbjudan till en märklig talangjaktshelg i en stor pampig byggnad vid Öresund.

## Rollista
- Håkan Brinck – Micke
- Fredrik Dolk – Kaj Widstam
- Tommy Ekberg – Lasse
- Jessica Feif – Servitrisen
- Mikael Jepson – Karl-Otto 'Kong' Nygren
- Birgitta Killander – Margareta Åkesson
- Anne Lunell
- Bengt Mangs – Seppo
- Charles Nystrand
- Johanna Tschig – Mathilda Hanger
- Jacques Werup – sig själv
- Julia Werup – jazzsångerska
- Jejo Perković
- Artur Moustafa
- Nicklas Bengtsson
- Caroline Lundh
- Johan Lagrelius - Jojje Pålsson

## Mottagande
Helsingborgs Dagblad gav filmen betyg 2/5 och Moviezine 4/5.